# Louis Picquot
Pour les articles homonymes, voir Picquot.
Louis Picquot (1804-1870) est l'auteur de la première biographie de Luigi Boccherini et d'un catalogue de ses œuvres.

## «Notice»

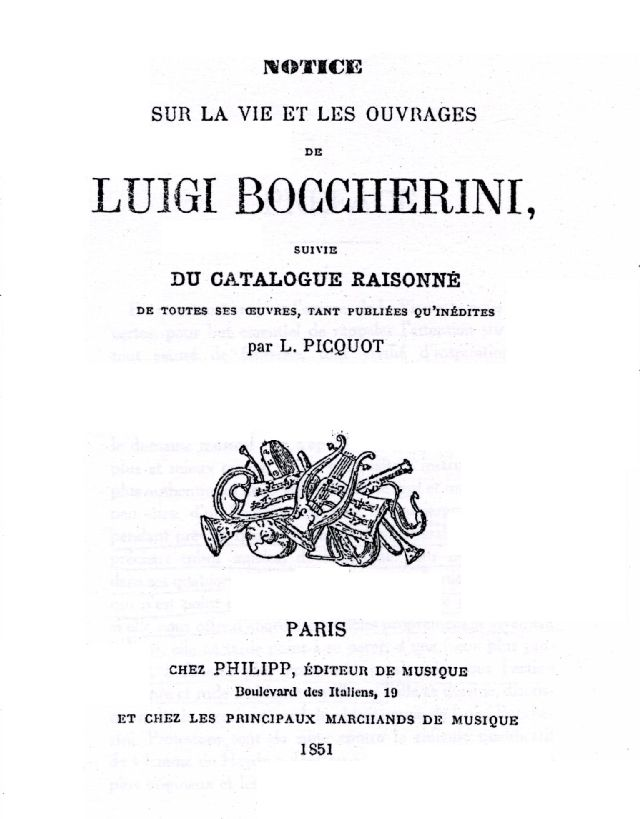
Page de titre de la Notice sur la vie et les ouvrages de Luigi Boccherini, suivie du catalogue raisonné de toutes ses œuvres, tant publiées qu'inédites, Paris, 1851.

Bien que Picquot exerce un métier éloigné de la musique – il est collecteur d'impôts à Bar-le-Duc – son ouvrage atteint une reconnaissance générale parmi les musicologues, les musiciens, les historiens de la musique, les éditeurs, etc. Dans son patient effort de compilation, Picquot entre en contact avec tous ceux qui pourraient avoir des informations et des documents à propos du compositeur, notamment de François de Fossa (qui a joué les Quintettes avec guitare), ou le fils, Josef Mariano et petit-fils Fernando, sa veuve…
Le livre de 135 pages, paraît en 1851, imprimé « chez Philips, éditeur de musique », en réalité Camille Prilipp avec, comme en usage à l'époque, un long titre, mais en même temps modeste, car il opte pour le mot « Notice » pour le décrire. Pendant des décennies, l'œuvre de Picquot a été le noyau des études boccheriniennes, car elle était largement supérieure au contenu de la Biographie universelle de Fétis.
Le livre est réédité seulement en 1930, par Georges de Saint-Foix (et une traduction, en espagnol, avec trois études du contexte, en 2005). Le musicologue Georges de Saint-Foix, ajoute une introduction de 45 pages, où il corrige nombres d'erreurs et ajoute de nouvelles données récoltées par d'autres chercheurs, ou par lui-même.
Aujourd'hui, Picquot est encore une importante source, à condition d'être conscient des lacunes et des erreurs inévitables et également de quelques opinions floues. Alors que les études sur le musicien ont augmenté considérablement, Picquot a « toujours une signification symbolique ». Yves Gérard commente ainsi le livre de Picquot dans son catalogue des œuvres de Boccherini en 1969 :

« Toutes les œuvres ultérieures traitant de Boccherini n'ont fait que reproduire, emprunter ou traduire ce travail fondamental, qui, en dépit de certaines lacunes, doit rester le point de départ de toute étude du compositeur italien. »

## Écrit
- Louis Picquot, Notice sur la vie et les ouvrages de Luigi Boccherini, suivie du catalogue raisonné de toutes ses œuvres, tant publiées qu'inédites, Paris, chez Philipp (=Camille Prilipp), 1851, 135 p. (OCLC 6996585, lire en ligne)